# 川东紫堇
川东紫堇（学名：Corydalis acuminata）为罂粟科紫堇属下的一个种。

## 扩展阅读
- 維基物種上的相關：川东紫堇